# Sindicato Interempresas de Trabajadoras de Casa Particular
Sindicato Interempresas de Trabajadoras de Casa Particular (SINTRACAP) es una organización chilena que está al servicio de los trabajadores de casa particular que busca defender los derechos y reivindicar las labores de los trabajadores. Forma parte de la Federación Nacional de Sindicatos de Trabajadoras de Casa Particular de Chile (FESINTRACAP).

## Historia
Desde la época colonial, el trabajo de los empleados domésticos se caracterizó principalmente por la asistencia y participación de mujeres en labores domésticas y cuidado de determinadas tareas de manutención del hogar.

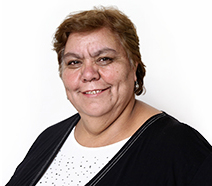
Ruth Olate, presidenta de SINCATRAP entre 2008 y 2018

Los primeros indicios del sindicato se registran 1926 que se funda una agrupación mixta que incluyó la participación de los chóferes y ama de casa, mayordomos y niñeras. El funcionamiento de esta primera organización fue hasta 1946, refundándose en 1947 como el Sindicato de Empleadas de Casa Particular N°2. Según la prensa de la época, el Sindicato Profesional de Empleadas Domésticas (su nombre original) había sido creado en 1947 por inspiración del cardenal José María Caro Rodríguez y llegó a tener 500 socias. En 1951, ya más debilitado (estaban inscritas 110 socias), su presidenta era María Ester Oyarzún. Por entonces había unas 80 mil empleadas domésticas.
A contar de 1979 y tras una reforma de sus estatutos, comenzó a llamarse Sindicato Interempresas de Trabajadoras de Casa Particular. Desde la década de 1980, la organización ha defendido los derechos laborales de las empleadas domésticas, logrando, en 2014, la ley de trabajadoras de casa particular que regula las relaciones laborales entre el empleador y la trabajadora de casa particular, estableciendo parámetros mínimos para establecer una relación contractual entre las partes.
A 2015, existen diversas agrupaciones regionales derivada del sindicato nacional, como en las regiones de Magallanes, y Coquimbo y cuenta con pleno reconocimiento de la Dirección del Trabajo de Chile, al entregar el fuero sindical a las trabajadoras que son parte de la directiva.